# Joe Jonas (rugby à XV)
Pour le chanteur et acteur américain, voir Joe Jonas.
Pour les articles homonymes, voir Jonas (homonymie).
Pas d'image ? Cliquez ici

a Compétitions nationales et continentales officielles uniquement.

Dernière mise à jour le 28 novembre 2024.
Joe Jonas, né le 31 décembre 2000 à Swellendam, est un joueur sud-africain de rugby à XV évoluant au poste d'ailier.

## Biographie
Né à Swellendam dans le Boland et formé à la Glenwood High School (en) dans la banlieue de Durban, Joe Jonas rejoint le centre de formation du Biarritz olympique en 2020. Après avoir participé au Supersevens, il dispute son premier match en Top 14 contre la Section paloise en novembre 2021, et inscrit son premier essai à Clermont lors de sa troisième titularisation.
En décembre 2021, il prolonge son contrat jusqu'en 2024.
Il s'engage au Stade français à partir de la saison 2024-2025.